# Macworld
Macworld è una rivista di informatica, specializzata nei personal computer Macintosh prodotti dalla Apple. Questa azienda, dopo aver protetto nel 1984 come marchio registrato non solo il nome Macintosh ma anche l'abbreviazione Mac e tutti i nomi con questo prefisso, concesse alla americana IDG il diritto di sfruttare il nome Macworld.

## Storia
Fondata in contemporanea all'annuncio della disponibilità del primo calcolatore Macintosh, alla fine del 1983, e pubblicata dalla casa editrice International Data Group, Macworld una delle più importanti riviste che si occupano del mondo Macintosh. Ha toccato punte di oltre seicentomila copie vendute al mese e oggi vende più del doppio rispetto al suo maggior concorrente, Macaddict. Nel 2001, durante un periodo di contrazione del mercato, Macworld ha assorbito la maggiore testata concorrente, MacUser.
È stata la testata più longeva dedicata al Macintosh finché il 10 settembre 2014, IDG, la sua società madre, annunciò che avrebbe interrotto l'edizione cartacea e licenziò la maggior parte del personale, tuttavia la rivista continua tuttora tramite la versione online.

### Edizione italiana
Dapprima edita come supplemento della sorella PC World, nel 1991 anche Macworld Italia viene spedita nelle edicole come testata autonoma dalla filiale italiana dell'editore americano. È diretta inizialmente da Giulio Ferrari ma operativamente governata da Enrico Lotti, giornalista che ne resterà al timone sino all'ottobre 2006, divenendo nel tempo anche direttore responsabile. La tiratura è certificata e nel 2006 ondeggia attorno alle tredicimila copie; la stima delle vendite è di poco superiore alle diecimila. In Italia, Macworld è superata per diffusione dalla concorrente Applicando, la quale però non ha una diffusione certificata — difficile dunque valutare a quanto ammonti il distacco nelle vendite.
Macworld Italia pubblica, da sempre, sia materiale tradotto dall'edizione statunitense sia materiale originale prodotto in Italia. In particolare ospita con un certo risalto gli scritti di due opinionisti: Anthony Stanley (sin dal primo numero, fino alla sua morte avvenuta nel 2003) e Luca Accomazzi (dal quarto numero fino ad oggi). Prima e unica fra le riviste italiane d'informatica, dal 2003 al 2006 Macworld Italia ha ospitato dei racconti nella serie Io e Ce… dell'autore genovese Fabrizio Venerandi, in cui l'informatica era solo uno spunto e talvolta un pretesto per invenzioni narrative. Da un anno dopo la morte di Stanley a oggi (?) il suo posto è stato preso da Lucio Bragagnolo. Quest'ultimo giornalista è anche autore di un blog piuttosto popolare ospitato sul sito della rivista, Ping.
Nel marzo 2006 la IDG sceglie di ritirarsi da alcuni mercati tra cui quello italiano e Macworld viene rilevata, con le altre riviste IDG, da una casa editrice di nuova fondazione, la Nuov@ Periodici Italia di Mario Toffoletti. Nel settembre 2010 la casa editrice Nuov@ Periodici Italia chiude a seguito della grave crisi che colpisce i settori economici e, in particolare, il mercato dell'editoria. Da qui la decisione di non pubblicare più la rivista Macworld Italia lasciando al momento in vita soltanto il sito web di riferimento. La rivista viene riproposta nelle edicole italiane il 3 aprile 2012 dalla Play Media Company S.r.l. che ha acquisiti i diritti per l'Italia dall'editore americano.